# タイ国立博物館
タイ国立博物館 (タイ語:พิพิธภัณฑสถานแห่งชาติ、英語：National Museum, Thailand）は、タイ王国の国立博物館組織。1926年に創設。タイ王国・内閣文化省芸術局の内部部局である国立博物館部（タイ語:สำนักพิพิธภัณฑสถานแห่งชาติ、英語：National Museum Office）によって運営されている。

## 概要
タイ国立博物館は、タイ国内の考古学遺物、美術品、民俗資料の収集、保存、整理、研究および研究成果の普及を目的とした機関である。また、タイ国内外の利用者に広く情報を提供することを職務としている。

## 国立博物館部
国立博物館の事業、研究の運営は文化省芸術局国立博物館部によって行われている。

### 部局
同部は6つの部門から成り立っている。
- 一般行政部門（ฝ่ายบริหารงานทั่วไป）
- 研究部門（กลุ่มวิจัย）
- 博物館事業開発部門（กลุ่มส่งเสริมและพัฒนาพิพิธภัณฑ์）
- 考古学遺物・美術品整理部門（กลุ่มทะเบียนโบราณวัตถุ ศิลปวัตถุ）
  - 国立博物館中央収蔵庫（คลังพิพิธภัณฑสถานแห่งชาติ(คลังกลาง)）
- 保存科学部門（กลุ่มวิทยาศาสตร์เพื่อการอนุรักษ์）
- 国立博物館中核施設（6箇所）（พิพิธภัณฑสถานแห่งชาติ ส่วนกลาง）

1. バンコク国立博物館
2. バンコク国立美術館
3. 王室御座船国立博物館
4. シン・ピーラシー記念国立博物館
5. 王室象国立博物館
6. ガーンチャナーピセーク国立博物館

### 所在地
バンコク ドゥシット区 ワチラ地区 シーアユタヤー通り 81/1（81/1 ถนนศรีอยุธยา แขวงวชิระ เขตดุสิต กรุงเทพฯ 10300）

## 全国国立博物館リスト
以下の四地域に分かれて、国立博物館が存在している。

### 中部
1. バンコク国立博物館 （バンコク プラナコーン区） （พิพิธภัณฑสถานแห่งชาติ พระนคร）
2. バンコク国立美術館 （バンコク プラナコーン区） （พิพิธภัณฑสถานแห่งชาติ หอศิลป์）
3. 王室御座船国立博物館 （バンコク バーンコークノーイ区） （พิพิธภัณฑสถานแห่งชาติ เรือพระราชพิธี）
4. シン・ピーラシー記念国立博物館 （バンコク プラナコーン区） （พิพิธภัณฑสถานแห่งชาติ ศิลป์ พีระศรี อนุสรณ์）
5. 王室象国立博物館 （バンコク ドゥシット区） （พิพิธภัณฑสถานแห่งชาติ ช้างต้น）
6. ワット・ベンチャマボーピット国立博物館 （バンコク ドゥシット区） （พิพิธภัณฑสถานแห่งชาติ วัดเบญจมบพิตร）
7. ガーンチャナーピセーク国立博物館 （パトゥムターニー県） （พิพิธภัณฑสถานแห่งชาติ กาญจนาภิเษก）
8. チャオサームプラヤー国立博物館 （アユタヤ県） （พิพิธภัณฑสถานแห่งชาติ เจ้าสามพระยา）
9. ヂャンガセーム国立博物館 （アユタヤ県） （พิพิธภัณฑสถานแห่งชาติ จันทรเกษม）
10. ナーラーイ王国立博物館 （ロッブリー県） （พิพิธภัณฑสถานแห่งชาติ สมเด็จพระนารายณ์）
11. インブリー国立博物館 （シンブリー県） （พิพิธภัณฑสถานแห่งชาติ สมเด็จพระนารายณ์）
12. チャイナートムニー国立博物館 （チャイナート県） （พิพิธภัณฑสถานแห่งชาติ ชัยนาทมุนี）
13. ウートーン国立博物館 （スパンブリー県） （พิพิธภัณฑสถานแห่งชาติ อู่ทอง）
14. スパンブリー国立博物館 （スパンブリー県） （พิพิธภัณฑสถานแห่งชาติ สุพรรณบุรี）
15. タイ農民国立博物館 （スパンブリー県） （พิพิธภัณฑสถานแห่งชาติ ชาวนาไทย）
16. バーンガオ国立博物館 （カーンチャナブリー県） （พิพิธภัณฑสถานแห่งชาติ ชาวนาไทย）
17. プラパトムチェーディー国立博物館 （ナコーンパトム県） （พิพิธภัณฑสถานแห่งชาติ พระปฐมเจดีย์）
18. ラーチャブリー国立博物館 （ラーチャブリー県） （พิพิธภัณฑสถานแห่งชาติ ราชบุรี）
19. プラナコーンキーリー国立博物館 （ペッチャブリー県） （พิพิธภัณฑสถานแห่งชาติ พระนครคีรี）
20. プラーチーンブリー国立博物館 （プラーチーンブリー県） （พิพิธภัณฑสถานแห่งชาติ ปราจีนบุรี）
21. 海事国立博物館 （チャンタブリー県） （พิพิธภัณฑสถานแห่งชาติ พาณิชย์นาวี）

### 北部
1. プラプット・チナラート国立博物館 （ピッサヌローク県）（พิพิธภัณฑสถานแห่งชาติ พระพุทธชินราช）
2. カムペーンペット国立博物館 （カムペーンペット県）（พิพิธภัณฑสถานแห่งชาติ กำแพงเพชร）
3. ラームカムヘーン国立博物館 （スコータイ県）（พิพิธภัณฑสถานแห่งชาติ รามคำแหง）
4. サワンカウォーラナーヨック国立博物館 （スコータイ県）（พิพิธภัณฑสถานแห่งชาติ สวรรควรนายก）
5. ナーン国立博物館 （ナーン県）（พิพิธภัณฑสถานแห่งชาติ น่าน）
6. ハリプンチャイ国立博物館 （ラムプーン県）（พิพิธภัณฑสถานแห่งชาติ หริภุญไชย）
7. チェンマイ国立博物館 （チェンマイ県）（พิพิธภัณฑสถานแห่งชาติ เชียงใหม่）
8. チェンセーン国立博物館 （チェンラーイ県）（พิพิธภัณฑสถานแห่งชาติ เชียงแสน）

### 東北部
1. マハーウィーラウォン国立博物館 （ナコーンラーチャシーマー県） （พิพิธภัณฑสถานแห่งชาติ มหาวีรวงศ์）
2. ピーマーイ国立博物館 （ナコーンラーチャシーマー県） （พิพิธภัณฑสถานแห่งชาติ พิมาย）
3. ローイエット国立博物館 （ローイエット県） （พิพิธภัณฑสถานแห่งชาติ ร้อยเอ็ด）
4. スリン国立博物館 （ローイエット県） （พิพิธภัณฑสถานแห่งชาติ สุรินทร์ จังหวัดสุรินทร์）
5. ウボンラーチャターニー国立博物館 （ウボンラーチャターニー県） （พิพิธภัณฑสถานแห่งชาติ จังหวัดอุบลราชธานี）
6. コーンケン国立博物館 （コーンケン県） （พิพิธภัณฑสถานแห่งชาติ ขอนแก่น）
7. バーンチェン国立博物館 （ウドーンターニー県） （พิพิธภัณฑสถานแห่งชาติ ขอนแก่น）

### 南部
1. ナコーンシータンマラート国立博物館 （ナコーンシータンマラート県） （พิพิธภัณฑสถานแห่งชาติ นครศรีธรรมราช）
2. チャイヤー国立博物館 （スラートターニー県） （พิพิธภัณฑสถานแห่งชาติ ไชยา）
3. タラーン国立博物館 （プーケット県） （พิพิธภัณฑสถานแห่งชาติ ถลาง）
4. ソンクラー国立博物館 （ソンクラー県） （พิพิธภัณฑสถานแห่งชาติ สงขลา）
5. ワット・マッチマーワート国立博物館 （ソンクラー県） （พิพิธภัณฑสถานแห่งชาติ วัดมัชณิมาวาส）
6. チュムポーン国立博物館 （チュムポーン県） （พิพิธภัณฑสถานแห่งชาติ ชุมพร）
7. サトゥーン国立博物館 （サトゥーン県） （พิพิธภัณฑสถานแห่งชาติ สตูล）